# Portia Boakye
Portia Boakye, född 17 april 1989, är en ghanansk fotbollsspelare.

## Karriär
Boakye spelade för Fabulous Ladies i hemlandet Ghana. I april 2016 värvades hon av Östersunds DFF. Boakye debuterade och gjorde ett mål den 8 maj 2016 i en 1–0-vinst över AIK. Totalt gjorde hon sju mål på 20 matcher i Elitettan 2016. I april 2017 värvades Boakye av turkiska İdmanocağı SK. I september 2017 gick hon till ungerska Ferencvárosi.
I april 2018 värvades Boakye av Djurgårdens IF. Boakye debuterade i Damallsvenskan den 21 april 2018 i en 0–1-förlust mot Växjö DFF, där hon blev inbytt i den 79:e minuten mot Michelle Wörner. Boakye spelade 20 ligamatcher i Damallsvenskan 2018 och fick vid slutet av säsongen förlängt kontrakt med ett år. Säsongen 2019 spelade hon 19 ligamatcher och vid slutet av säsongen förlängdes hennes kontrakt med två år. Säsongen 2020 spelade Boakye samtliga 22 ligamatcher och gjorde ett mål. Målet gjorde hon i premiäromgången den 27 juni 2020 mot IK Uppsala, en match som slutade med en 2–3-förlust för Djurgården.
I september 2021 förlängde Boakye sitt kontrakt i Djurgården fram över säsongen 2023. Efter säsongen 2023 lämnade hon klubben.